# 北印度
北印度，又稱北天竺，也叫雅利安·伐爾塔，約當印度次大陸北方，今印度北方、巴基斯坦及阿富汗一帶。古婆罗谜文佛经中北印度指古印度贍部洲（Jambudvipa）的北疆。
最初北印度一词指北疆商路--沿恒河流域经过旁遮普邦、塔克西拉通往大夏的北疆商道。北疆商道东起西孟加拉恒河口的塔姆鲁克（Tamluk）。这条北印度古时最长的商路在印度孔雀王朝由与和印度东海岸的海港交通繁忙而十分著名。后来北印度又指北印度商路所经过的北疆。至于北印度的疆域范围，历来都不十分明确。有以下几种说法：
- 根据唐代高僧玄奘《大唐西域記》，北印度包括滥波国、那揭罗曷国、健驮逻国、乌仗那国、 钵露罗国、呾叉始罗国、僧诃捕罗国、乌剌尸国、迦湿弥罗国、半笯嗟国、遏罗阇补罗国、磔迦国、至那仆底国、阇烂达罗国、屈露多国、设多图卢国等十六王国。

- 北印度包括印度北方全部疆土，即东起Anga西至健馱邏国（Gandhara），北起喜马拉雅山脈南至溫迪亞山脈。赡部洲在北印度以南的地区，在佛教典籍中称为南印度。佛典《增一阿含经》中十六王国（Mahajanapadas）内的剑浮沙国（Kamboja）和犍陀羅国都属北印度。按《疆域汇编》北印度的部落包括：巴里卡族、萨卡斯部落、普喇达斯族等部落。尼泊爾也是北印度
- 印度学者阿里认为北印度的疆区极为辽阔，包括乌拉尔山脉，裏海、叶尼塞河、突厥斯坦、天山山脉、至北冰洋。《罗摩衍那》和《往世书》对这疆土的地理有准确的描述。

## 北印度的良马
北印度自古以良马和马贩著名。根据佛典记载，北印度的剑浮沙、健馱邏、大夏、克什米尔等地的马贩曾将马匹和其他货物不但运往东印度、摩揭陀国、阿萨姆(Assam)和孟加拉（Bengal）等地，还远运到缅甸、中国西南部和僧伽罗等东南亚地区。
公元前12年，汉张骞出使西域时在大夏看见市场上居然售卖蜀布和邛竹，经过调查，原来这些货物是经过云南、缅甸到东印度，再从东印度经过北印度商路转运往大夏的。
北印度和东印度、西印度、南印度的贩马贸易，一直进行到中世纪。孟加拉国王德哇啪拉（810年-850年）、迈瑟尔国国王 Vishnuvardhana Hoysala都拥有强大的甘菩遮战马骑兵团。
巴利文文献显示，在佛陀诞生前几百年来，北印度剑洴沙、健馱邏、身毒等国曾通过剑浮沙到堕罗钵底(Dvaravati)的商路到达巴鲁卡港（Bharoch）和孟买附近的帕坦纳（Pattana）港，然后出海到南印度、僧伽罗和缅甸各地通商。巨大的商船曾从这些港口直航到缅甸南部。一些北印度人还在缅甸的伊洛瓦底河(Irrawaddy)、锡唐河(Sittang)、萨尔温江流域的城镇定居(稱金地)。

## 与古罗马帝国通商
考古证据显示，在公元初到公元200年，罗马人曾通过古吉拉特半岛到北疆的健馱邏、甘菩遮和大夏经商。从罗马输入到健馱邏的金币往往被熔化成金条。